# آشاغی آستانلی
آشاغی آستانلی (به ترکی آذربایجانی: Aşağı Astanlı) یک منطقه مسکونی در جمهوری آذربایجان است که در شهرستان یاردیملی واقع شده‌است. آشاغی آستانلی ۸۹۰ نفر جمعیت دارد؛ همچنین دهیاری آن شامل روستاهای آشاغی آستانلی، آستانلی و موسی است.